# パークファクター
パークファクター（Park factor、球場要因）とは、野球において本塁打など各項目の球場ごとの偏りを表す数値指標である。PFと略される。

## 概要
球場は大きさや形状・形態、立地条件などが異なることから、各球場ごとに各種成績には偏りが出ることが考えられる。ある球場での特定の項目の数値が他の球場よりどの程度偏っているかを判断するための指標がパークファクターである。
チームごとではなく球場ごとの成績で算出するため、（例えば本塁打パークファクターを調べる場合において）ある球場のホームチームが強打者ばかりであったとしても、その影響を極力排して評価することができる。

## 算出方法
例えば、A球場（B球団本拠地球場）の本塁打パークファクターの場合は、
- PF＝｛（A球場でのB球団本塁打＋A球場でのB球団被本塁打）／A球場での試合数｝／｛（A球場以外の球場でのB球団本塁打＋A球場以外の球場でのB球団被本塁打）／A球場以外の球場での試合数｝

となる。
つまり、対象球場の1試合当たり本塁打数と、それ以外の球場の球場の1試合当たり本塁打数の比を求めるものであることから、算出された数値が、1より大きい場合は他の球場よりも本塁打の出やすい球場、1より小さい場合は他の球場よりも本塁打の出にくい球場となる。

## 得点パークファクター
セイバーメトリクスで主に利用されるのは得点パークファクターである。セイバーメトリクスでは選手の貢献度を得点に換算して評価することが多く、なるべく公平な評価をする際に得点単位での補正が重要となる。代表的な例として選手の総合的な勝利貢献度を測るWARは打撃の貢献や投球の貢献を得点パークファクターで補正している。

その球場が打者と投手、どちらに有利かを総合的に評価する場合は本塁打パークファクターよりも得点パークファクターの比較が適している。投手視点で見ると、本塁打を打たれても最終的な失点が少なければ投手不利ということはないからである。例えば東京ドームは例年本塁打パークファクターが高い数値を記録しているが、得点パークファクターは平均的な数値である。MLBではグリーン・モンスターを擁するフェンウェイ・パークの本塁打パークファクターは例年低い数値だが、二塁打が出やすいため得点パークファクターは平均以上である。

## 備考
- 原則として、同一シーズン、同一リーグでの成績を数値にしたものであり、別シーズンや別リーグと比較するためには使えない。
- 全ての選手の成績を基に計算した平均値であるので、特定の選手の成績を評価するためにパークファクターの数値をそのまま使うのは適当ではない。1年間ホームとロードで半数ずつ試合をした場合に、平均的な球場で全試合を行った場合に比べて、どの程度の数値が記録されるか、という「はね返り倍率」を求めることで比較が可能となる。
- 球場そのもの以外に、球場ごとに異なる条件（使用するボールなど）にも影響される。